# Apeadeiro de Alvalade
O Apeadeiro de Alvalade, igualmente conhecida por Alvalade - Sado, é uma interface encerrada da Linha do Sul, que servia a localidade de Alvalade, no concelho de Santiago do Cacém, em Portugal.

## História

### Planeamento e inauguração

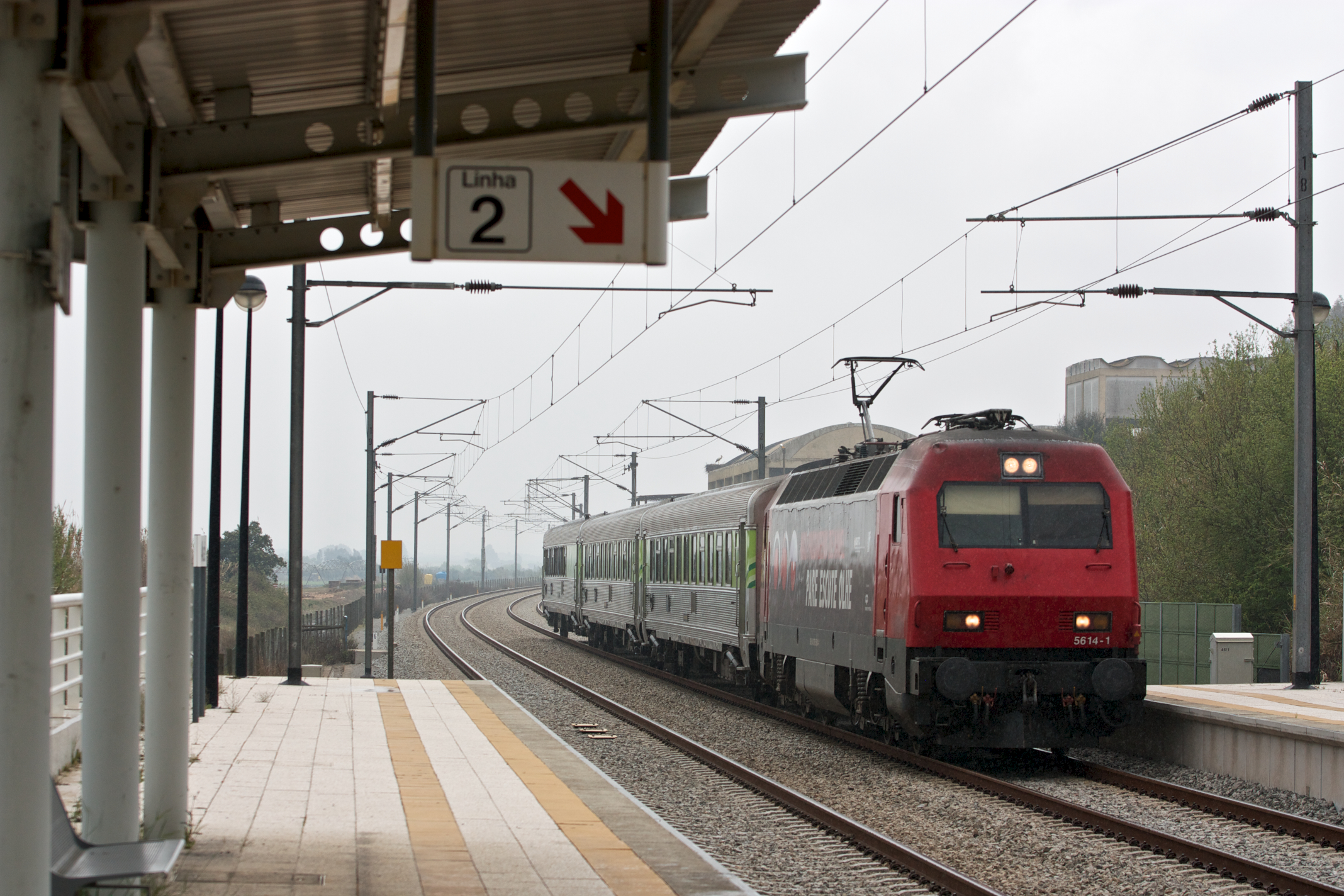
Comboio Intercidades no Apeadeiro de Alvalade, em 2012.

Quando se principiaram os estudos para o Plano da Rede ao Sul do Tejo, em 1898, uma das ligações projectadas foi a Linha do Sado, que ligava Setúbal a Garvão, de forma a acelerar as comunicações entre Lisboa e o Algarve. Uma lei de 1 de Julho de 1903 estabeleceu Alvalade como um dos pontos obrigatórios no traçado desta linha.
O troço da Linha do Sado entre Garvão e Alvalade entrou ao serviço em 23 de Agosto de 1914, enquanto que o troço seguinte, até Lousal, abriu à exploração em 1 de Agosto de 1915.

### Ligação prevista a Sines
Já durante o planeamento da Linha do Sado, no âmbito do Plano da Rede ao Sul do Tejo, foi projectado um ramal de Alvalade a Sines. Quando o Plano da Rede foi aprovado, por um decreto de 27 de Novembro de 1902, incluía o ramal até Sines, mas decidiu-se que seriam necessários mais estudos, para determinar se o ponto de entroncamento deveria ser em Alvalade ou em Grândola. Após a realização dos estudos, a bifurcação foi estabelecida em Alvalade por uma lei de 1 de Junho de 1903. No entanto, o ponto inicial foi posteriormente alterado para Ermidas-Sado, tendo o primeiro troço do Ramal de Sines, até São Bartolomeu da Serra, sido aberto em 9 de Abril de 1927.